# Universitetet i Sheffield
Universitet i Sheffield (engelska: University of Sheffield; kymriska: Prifysgol Sheffield) är ett universitet beläget i Sheffield, England med över 25 000 studenter. Det blev rankat som nummer 40 av världens topp-100 universitet. Stor fokus läggs på forskning.
Universitetet i Sheffield har fem fakulteter: 
- Konst och humaniora
- Ingenjörsvetenskap
- Medicin, tandvård och hälsa
- Vetenskap (kemi, fysik, biologi)
- Samhällsvetenskap

samt en internationell fakultet i Grekland.
Universitetet grundades som University College of Sheffield år 1897 och fick sitt nuvarande namn 1905 när full universitetsstatus uppnåddes.